# Casas GEO
La Corporación GEO, S. A. B. de C. V. (BMV: GEOB / BM: XGEO) fue una desarrolladora de vivienda líder en México y una de las más grandes de América Latina. La empresa se dedicaba a todos los aspectos del diseño, desarrollo, construcción, comercialización, venta y entrega de desarrollos de vivienda, principalmente para personas de bajos recursos, en México. Con operaciones en 52 ciudades de 16 estados, GEO fue una de las constructoras de vivienda con mayor diversificación geográfica en México.
Desde su creación hasta su desaparición, la empresa vendió más de 510.000 viviendas, que se calcula que albergan a 2 millones de personas. El modelo de negocio de GEO se centraba principalmente en los segmentos de vivienda asequible y de interés social.
En 2005, GEO ingresó al mercado europeo a través del índice Latibex, siendo la primera empresa de vivienda mexicana en lograrlo.

## Desaparición
Reuters informó de un anuncio hecho por GEO a la Bolsa Mexicana de Valores en 2019, de que un tribunal de Ciudad de México declaró a la empresa en estado de quiebra con efecto a partir del 8 de marzo debido al impago a sus acreedores, entre los más grandes de los cuales se encontraba el Banco Mercantil del Norte (Banorte), entidad financiera que fue la que inició la que sería la segunda y final demanda de concurso mercantil en su contra; Banorte, así como otros bancos tales como Citibanamex y Santander, habían adquirido control mayoritario sobre GEO y convertido en minoritaria la participación accionaria del director ejecutivo, Luis Orbañanos Lascuráin, como resultado del primer concurso mercantil de GEO, sucedido en 2014.
La constructora regiomontana Casas Javer (hoy absorbida a su vez por Vinte) terminó haciéndose de los activos de GEO en el proceso de liquidación.